# Clonas-sur-Varèze
Clonas-sur-Varèze är en kommun i departementet Isère i regionen Auvergne-Rhône-Alpes i sydöstra Frankrike. Kommunen ligger i kantonen Roussillon som tillhör arrondissementet Vienne. År 2022 hade Clonas-sur-Varèze 1 541 invånare.

## Befolkningsutveckling
Antalet invånare i kommunen Clonas-sur-Varèze
Referens:INSEE